# Paret de les Bagasses
La Paret de les Bagasses, o Paret de Terradets, és una paret rocosa que forma una cinglera, d'uns 400 metres de desnivell en vertical, situada majoritàriament en el terme municipal d'Àger, a la Noguera. L'extrem oriental de la paret és en el terme municipal de Castell de Mur, dins de l'antic municipi de Guàrdia de Tremp, al Pallars Jussà, en l'àmbit del poble de Cellers.
Es tracta d'una espectacular paret de pedra calcària grisosa i rogenca. Forma el Congost de Terradets, concretament és la paret que queda a l'oest, al marge dret de la Noguera Pallaresa. El capdamunt de la paret és el termenal entre els dos municipis esmentats.
La paret té nombroses lleixes, petits replans, que la creuen horitzontalment. Les més amples i conegudes, que serveixen d'escapada als escaladors són la falsa feixa, una xic per sota de la meitat de la paret, i la feixa, coneguda com la Feixa de la Paret de Terradets. Aquesta és molt més gran, ampla i amb vegetació força abundant; es troba a la meitat superior del cingle, aproximadament a uns 150 metres del cim. La roca de la paret és calcària de color gris, excepte en alguns punts (especialment als sostres) on pren un to més rogenc.

## Escalada
Les característiques que presenta aquest cingle el fan molt atraient per a la pràctica de l'escalada en roca.
L'any 1959 hi trobem la primera via oberta per J.M. Anglada i F. Guillamon, que porta els seus noms. És una via que busca el punt més dèbil.
No va ser fins al 1963 que F. Abelló, E. Gil, E. Civis i E. Collins hi van obrir una via que travessa tota la paret per la seva part central, la CADE. És una línia lògica que busca els punts febles però amb audàcia per la part central, a més ja s'escalava en lliure en la seva majoria. Això, juntament amb la seva mitjana dificultat i el seu traçat estètic l'han convertida en la via més clàssica i popular de la paret. Amb motiu dels 40 anys va ser completament reequipada.
A partir d'aquí, es van anar obrint vies de mica en mica, sempre amb la mateixa idea. L'any 1980, això donarà un tomb de la mà de Jesús Gàlvez i Félix de Pablos, que despenjant-se des de la falsa feixa i obrint la Villaverde, portaren la mentalitat esportiva a la paret. Els anys següents s'obriren múltiples vies d'aquest tipus, de fet es pot parlar que fou una paret de moda.
És per això que al conjunt de la paret, actualment s'hi poden trobar nombroses vies llargues, algunes de caràcter esportiu, altres de tall més clàssic.